# 南安雄
南 安雄（みなみ やすお、1931年5月2日 - 2012年8月21日）は日本の作曲家、編曲家、指揮者。本名・岡田定夫。

## 人物
京都市左京区出身。京都市立堀川高等学校音楽科卒業。
合唱曲の作曲や声楽曲の編曲を数多く手がけた。代表作品に詩人蓬萊泰三の詩をもとに作曲した「チコタン」は、現在も児童合唱の定番曲として有名。他にも蓬莱が作詞した「日記のうた」、「お菓子のうた」（前三作をまとめて三部作とも呼ばれる）、「日曜日～一人ぼっちの祈り～」などがある。いずれも詩の世界は深刻で衝撃的な内容をはらんでいるが、コロムビア合唱団には好んで取り上げられている。
長年NHKテレビの専属編曲家として活躍し、連続テレビ小説の『わたしは海』、『はっさい先生』のテーマ曲を担当したのをはじめ、『みんなのうた』、『音楽の広場』、『徹子と気まぐれコンチェルト』、『名曲アルバム』、『歌謡チャリティーコンサート』などにその名が見られる。また『歌謡チャリティーコンサート』では長年にわたり指揮者としてタクトを揮った。
NHK以外にも、MBS（毎日放送）系『アップダウンクイズ』のOPテーマ曲やジングル音楽（シルエットクイズ開始や10問正解のファンファーレ等）を1970年代後半の一時期担当、他にも同局の『伸介のグリコがっちりショッピング』や、朝日放送系『三枝の大マジメ!?結婚ゲーム→三枝の結婚ゲーム』のOPテーマ・ジングルを担当していた。
この他にも、全国の小・中・高校の校歌などの作曲も多く手掛けていた。
2012年2月29日、第63回NHK放送文化賞を受賞。
2012年8月21日、腎不全のため死去。81歳没。

## 主要作品
本文に挙げられているもの以外には以下がある。
- 歌はともだち
- 雪の日のたより
- こどものための合唱曲集「子供の詩」
- 山があって海がいて（第53回NHK全国学校音楽コンクール小学校の部課題曲）
- 小さないのちたちへのレクイエム
- こどものための旅のうた「緑のキップ」
- 合唱組曲「ミイコ」
- こどものための合唱組曲「あの子が…」
- こどものための合唱組曲「ぼくのたからもん」
- ぼくらのマーチ・オン・マーチ
- 女声合唱のためのクラシカル・リリックス「きまぐれなエッセイ」（編曲）
- 女声合唱のためのクラシカル・リリックス「無言歌の四季」（編曲）
- 女声合唱とピアノのための「三つのバラード」（編曲）
- こどものための合唱曲「唱歌ファンタジー」（編曲）
- 同声合唱のためのクリスマス・メロディー「ノエル・ノエル・ノエル」（編曲）